# Rhein- und Ruhrzeitung
Die Rhein- und Ruhrzeitung war eine Duisburger Zeitung, die erstmals am 1. Januar 1852 erschien. Sie berichtete fast neun Jahrzehnte lang über Industrie, Handel und Schifffahrt des Ruhrmündungsgebiets, bis sie am 30. September 1941 eingestellt wurde.
Der Vorläufer der Zeitung wurde am 30. April 1848 in Mülheim an der Ruhr unter dem Titel Wächter an der Ruhr gegründet und trug ab 1849 den Namen Ruhrzeitung. 1850 wurde, nach der Fusion mit der Duisburger Zeitung und Kreisblatt, die Redaktion der Zeitung nach Duisburg verlegt und die Zeitung umbenannt in Vereinigte Ruhr- und Duisburger Zeitung. Ab 1852 hieß die Zeitung Rhein- und Ruhrzeitung.
In den Jahren des Preußischen Verfassungskonflikts schrieb der Sozialreformer, Lehrer, Philosoph und kritische Publizist Friedrich Albert Lange zwischen 1862 und 1864 unter der Redaktion von Wilhelm Schroers scharfe Artikel gegen die bismarcksche Staatsführung. Das der Fortschrittspartei nahestehende Blatt musste Lange nach mehreren Presseprozessen entlassen, weil er für die Zeitung untragbar wurde.
Nach der Spaltung der Fortschrittspartei entwickelte sich die Zeitung zu einem offiziellen Organ der Nationalliberalen Partei, sie galt in den 1870er Jahren als eine der Regierung im Weitesten gefügige Zeitung. Sie schlug eindeutig nationalistische Töne an. Sie befürwortete nachdrücklich die Verabschiedung der Sozialistengesetze und beteiligte sich am Kesseltreiben gegen die Sozialdemokratie. Bis zur Gründung des Duisburger General-Anzeigers (1881) bzw. der Mülheimer Zeitung (1873) besaß die Rhein- und Ruhrzeitung das faktische Lokalmonopol in der Duisburger bzw. der Mülheimer Tagespresse.
Die Rhein- und Ruhrzeitung war vor 1914 das amtliche Publikationsorgan der Städte Duisburg und Mülheim an der Ruhr sowie das offizielle Organ der Westdeutschen Binnenschiffahrts-Berufsgenossenschaft. Neben Duisburg und Mülheim war die Zeitung der Anzeiger der Städte Ruhrort, Oberhausen und der Landkreise Dinslaken, Wesel und Moers. Das Verbreitungsgebiet der Zeitung umfasste den Niederrhein, das westliche Ruhrgebiet und die westliche Lippezone.
Die Rhein- und Ruhrzeitung war im Besitz des Verlages F. H. Nieten mit Sitz in Duisburg. Die Zeitung erschien zwölfmal pro Woche und hatte als wöchentliche Beilage das Illustrierte Unterhaltungsblatt.